# Mélibée (berger)

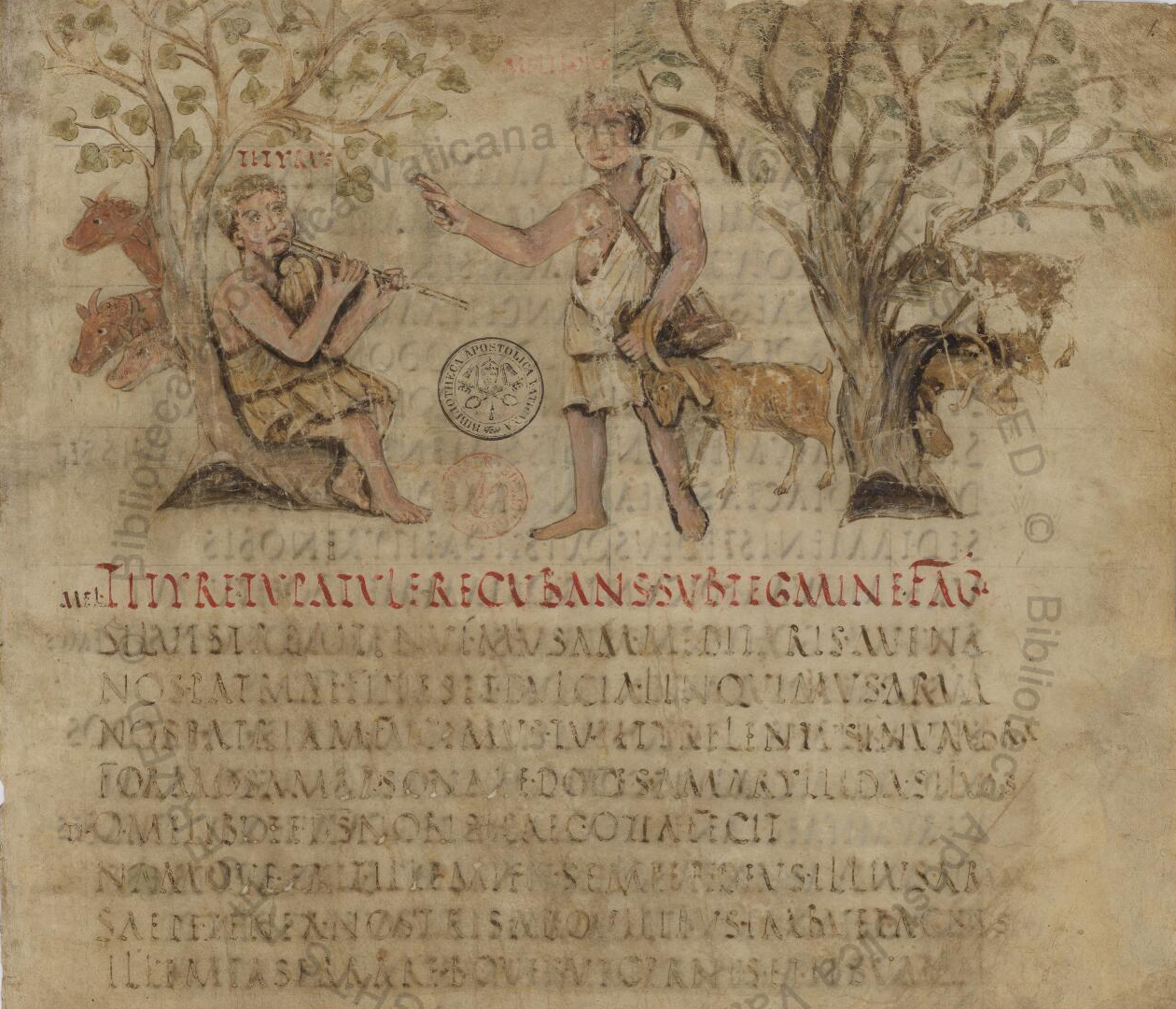
Tityre et Mélibée, les deux bergers de la première bucolique de Virgile, folio 1 recto du Vergilius romanus, V.

Mélibée est un berger et poète légendaire qui apparaît dans la poésie bucolique de Théocrite puis chez Virgile dans Les Bucoliques.
John Milton utilise aussi le personnage en 1637 avec les bergers Amyntas et Lycidas,.